# Peio Ospital
Peio Ospital (Espelette, 1948) é um cantor basco, integrante de um grupo musical denominado Pantxoa e Peio.
Na década de 1970, as canções bascas começaram a ser cantadas pelo nacionalismo basco. Para além do País Basco do Norte, eles também se tornaram conhecidos no País Basco do Sul, o que fez que muitas músicas fossem convertidas em debates clássicos bascos.

## Discografia
- Itziarren semea (1969, Mende Berri)
- Ez dut saldu arima (1970, Dizkola)
- Aita kartzelan duzu (1971, Goiztiri)
- Peio / Pantxoa (1975, Herri Gogoa)
- Peio Ospital eta Pantxoa Carrere (1975, Elkar)
- Euskalduna naiz eta maite dut herria (1978, Elkar)
- Bai Euskarari (1980, Elkar)
- Bakezko besarkada batean (1985, Elkar)
- Eguzkiaren musu (1990, Elkar)
- 1969-1991 (1991, Elkar)
- Oles ta oles (1997, Elkar)
- Lapurtar koblariak (2002, Elkar)
- Lurra eta maitasuna (2006, Elkar)
- Beste Bat (2006, Agorila)

## Ligações externos
- Músicas de Peio
- Entrevista[ligação inativa]